# Thomas Hampson (baryton)
Pour les articles homonymes, voir Hampson et Thomas Hampson.
Thomas Hampson est un baryton américain, né le 28 juin 1955 à Elkhart (Indiana).

## Biographie
Thomas Hampson a grandi à Spokane, État de Washington. Il a étudié avec Marietta Coyle, Elisabeth Schwarzkopf, Martial Singher, et Horst Günther. Il apparaît pour la première fois dans un opéra à l'âge de 19 ans. En 1980 il est engagé au Deutsche Oper am Rhein de Düsseldorf.
La même année il reçoit le second prix au International Vocal Competition's-Hertogenbosch et en 1981 le premier prix aux auditions du Metropolitan Opera.

## Répertoire
Considéré comme l'un des meilleurs barytons actuels, il se distingue entre autres dans les œuvres de :
- Wolfgang Amadeus Mozart : Don Juan dans Don Giovanni, le comte Almaviva dans Le nozze di Figaro, Guglielmo/Don Alfonso dans Così fan tutte, Idomeneo, re di Creta ;
- Giuseppe Verdi : Amonasro dans Aida, Rodrigue dans Don Carlos, Don Carlo dans Ernani, Germont dans La traviata ;
- Gioachino Rossini : Figaro dans Il barbiere di Siviglia, rôle-titre dans Guillaume Tell ;
- Richard Strauss : Mandryka dans Arabella ;
- Johann Strauss II : Falke dans Die Fledermaus ;
- Emilio Arrieta : Roque dans Marina.

## Carrière
Il se produit sur les plus grandes scènes depuis le début de sa carrière. Depuis 2006 on a notamment pu l'entendre dans les productions suivantes :
- Août 2006 : Rôle-titre dans le Don Giovanni de Mozart au festival Mozart à Salzbourg.
- Septembre-novembre 2006 : Rôle-titre dans Doktor Faust de Ferruccio Busoni, à l'Opernhaus de Zurich.
- Octobre 2006 : Rôle-titre dans Simon Boccanegra de Verdi à l'Opéra de Zurich ; il interprète à nouveau ce rôle en février-mars 2007 au Metropolitan Opera, puis en avril 2007 et septembre 2007 au Wiener Staatsoper.
- Décembre 2006 - mars 2007 : Mandryka dans Arabella de Richard Strauss à l'Opéra d'État de Vienne, rôle qu'il interpréta à nouveau en juin 2007 à l'opéra de Zurich, et au festival de Zurich.
- Juin 2007 : Athanaël dans Thaïs de Jules Massenet à Londres puis à Barcelone en juillet 2007, puis en décembre 2008-janvier 2009 au Metropolitan Opera.
- Septembre 2007- Janvier 2008 : Germont dans La traviata à l'Opéra lyrique de Chicago, puis à l'Opéra de Zurich en mai-juin 2008.
- novembre-décembre 2007 : rôle-titre dans Macbeth de Verdi, au San Francisco Opera.
- Mars-avril : Don Carlo dans Ernani au Met de New-York.
- Juin 2008 : Rodrigo dans Don Carlos à Vienne, et en septembre à Zurich.
- Janvier-février 2009 : Rôle-titre dans Eugène Onéguine de Piotr Ilitch Tchaïkovski au Metropolitan Opera.
- Avril 2009 : Scarpia dans Tosca de Giacomo Puccini.
- 13 et 14 septembre 2012 : Das Lied von der Erde (Le chant de la terre) de Gustav Mahler, au Victoria Hall de Genève, aux côtés du ténor Paul Groves, du chef d'orchestre Neeme Järvi et de l'Orchestre de la Suisse romande[1].

## Discographie
- 1989 : Carl Orff, Carmina Burana, Philips Classics 422 363-2
- 1991 : Gustav Mahler, Kindertotenlieder (avec Leonard Bernstein), Deutsche Grammophon 431 682-2
- 1991 : Night And Day: Thomas Hampson Sings Cole Porter, EMI.
- 1992 : Stephen Foster American Dreamer (Chansons), EMI CDC 0777 7 54621 2 8
- 1993 : Gustav Mahler, Des Knaben Wunderhorn, Teldec 9031-74726-2
- 1995 : German Arias. EMI 5552332
- 1996 : Giuseppe Verdi, Don Carlos, EMI 5561522
- 1997 : Robert Schumann, Heine-Lieder, EMI 5555982
- 1997 : Franz Schubert, Winterreise, EMI 5564452
- 1999 : Karol Szymanowski, König Roger, EMI 5568232
- 2000 : Jules Massenet, Thaïs, Decca 466766-2
- 2002 : Charles Ives, An American Journey, RCA 9026637032
- 2005 : Giuseppe Verdi, La traviata, Deutsche Grammophon 028947759362
- 2005 : Antonín Dvořák Und seine Zeit, Orfeo C 656052 I
- 2005 : Gioachino Rossini, Guillaume Tell, Orfeo C 640053 d
- 2006 : I Hear America Singing, Orfeo C 707062 I
- 2006 : Verboten und verbannt, Orfeo C 708061 B

## Vidéographie
- La Traviata, spectacle donné en 1987 à l'opéra de Zurich (Arthaus)
- Mahler Songs dirigées par Leonard Bernstein enregistrées à Vienne en 1990 (sortie septembre 2007)
- Doktor Faust de Ferruccio Busoni (Arthaus) enregistré à Zurich en 2006
- Werther de Jules Massenet, enregistré au Théâtre du Châtelet en avril 2004, avec l'Orchestre du Capitole de Toulouse dirigé par Michel Plasson (Virgin Classics).
- Mozart Gala From Salzburg enregistré lors du Festival Mozart à Salzbourg en 2006, (Deutsche Grammophon).
- Don Giovanni du festival Mozart à Salzbourg enregistré en août 2006 (DECCA).
- Simon Boccanegra enregistré en 2002 à l'opéra de Vienne (TDK).
- La Traviata (victoire de la musique 2007), avec Anna Netrebko et Rolando Villazón, l'Orchestre philharmonique de Vienne, dirigé par Carlo Rizzi (Deutsche Grammophon).
- Thaïs de Jules Massenet, enregistré au Metropolitan Opera de New York en 2008, avec Renée Fleming, Michael Schade, dirigé par Jesus Lopez-Carlos (Decca).
- Macbeth avec les chœurs et orchestre de l'opéra de Zurich dirigés par Franz Welser-Möst en 2001. (TDK music)
- Don Carlos en version française, enregistré au théâtre du Châtelet en 1996 avec Roberto Alagna, José Van Dam, l'orchestre de Paris dirigé par Antonio Pappano (NVC arts)
- Parsifal de Richard Wagner avec Waltraud Meier et le Deutsches Symphonie Orchester dirigé par Kent Nagano (Opus Arte).

## Sources
- Interview dans Opéra magazine, n° 7, Paris, mai 2006
- Thomas Hampson parle de la version baryton de Werther